# Art Young
Arthur Henry « Art » Young, né à Orangeville, Illinois le 14 janvier 1866 et mort à New York, État de New York le 29 décembre 1943, est un dessinateur de presse humoristique et satirique américain. Après des études de beaux-arts, Art Young collabore à plusieurs journaux politiques socialistes, il dessine notamment pour le journal The Masses, entre 1911 et 1917. Bien qu'engagé politiquement, ses dessins se sont hissés dans la culture populaire du dessin satirique américain.

## Biographie

### Jeunesse et études
Arthur Henry Young naît à Orangeville, Illinois le 14 janvier 1866 dans une famille de cordonniers. Quand il est âgé d'un an, sa famille déménage à Monroe, dans le Wisconsin. Sa vocation se devine dès l'école primaire : le jeune Arthur dessine plutôt que de suivre les cours, il s'inspire de la bibliothèque de son père. Il étudie à la Chicago Academy of Design à partir de 1884 puis travaille en tant qu'illustrateur au sein de différentes rédactions de Chicago : Nimble Nickel, Chicago Daily News, Chicago Tribune. De 1888 à 1890, il reprend et achève ses études à l'Art Students League of New York puis à l'Académie Julian de Paris où il reçoit l'enseignement de William Bouguereau : il rentre aux États-Unis après une crise de pleurésie. Il rejoint ensuite la rédaction du Chicago Inter Ocean où il fait ses premiers dessins politiques. Son style se caractérise par une utilisation quasi exclusive du crayon et de l'encre.

### Carrière de dessinateur

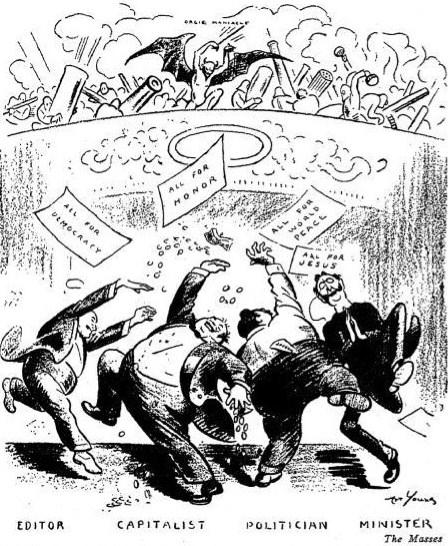
C'est pour le dessin Having Their Fling qu'Art Young est poursuivi aux côtés d'autres collaborateurs de The Masses.

Art Young se considère d'abord comme un républicain peu politisé, comme son père, puis développe des idées plus à gauche avant de se considérer socialiste : cette conscience politique se serait cristallisée à la suite du massacre de Haymarket Square survenu en 1886,. Ses thèmes de prédilection sont les discriminations raciales, sociales et le sexisme,. Il se rapproche d'illustrateurs de sensibilité similaire tel John French Sloane. En 1911, il rejoint le tout nouveau journal de gauche The Masses qui le laisse exprimer son humour : son goût pour la satire et pour le ridicule n'épargne pas son propre camp quand Young juge cela nécessaire. En 1913, il se présente en tant que candidat socialiste pour entrer à l'Assemblée de l'État de New York mais il n'est pas élu. En 1917, les États-Unis entrent en guerre, The Masses s'oppose ouvertement à la conscription à travers les textes et dessins de ses collaborateurs, parmi lesquels Young. La publication est ciblée par l'Espionage Act of 1917 qui punit les entraves à l'effort de guerre et cesse de paraître en novembre 1917. Cette année-là, il se présente et échoue à nouveau aux élections à l'Assemblée de l'État de New York. En avril 1918, Art Young, Max Forrester Eastman, John Silas Reed, Floyd Dell et un autre contributeur sont poursuivis en justice pour obstruction à la conscription. Young doit notamment justifier de son dessin Having Their Fling qui montre un homme de presse, un capitaliste, un homme politique et un pasteur se réjouissant de l'entrée en guerre des États-Unis, Satan mène le bal. Young se défend en affirmant que son dessin illustre la phrase du Général Sherman pour qui « la guerre est l'enfer ». Provocateur, Young est surpris en train de faire la sieste à plusieurs reprises. Le procès est suspendu en raison d'émeutes. Un second procès se tient entre novembre 1918 et janvier 1919 : le jury est à nouveau partagé et le procès se termine sur une relaxe des accusés.
Young participe à la fondation de The Liberator en 1918, il s'agit du successeur spirituel de The Masses. En 1919, il quitte The Liberator et fonde Good Morning. Par la suite, Young collabore à de nombreuses publications : The Nation, The Saturday Evening Post, Collier's Weekly, The New Leader, New Masses, The Coming Nation, Dawn, The Call, The New Yorker (après 1930), ou encore Big Stick,.
Débuté à la fin des années 1920, l'ouvrage Art Young's Inferno: A Journey Through Hell Six Hundred Years After Dante est publié en 1934, souvent considéré comme son travail majeur : s'inspirant des gravures de Gustave Doré et de la Divine Comédie, ce roman graphique caustique et pessimiste fait de l'enfer le dernier repère du capitalisme,. Dans ses dernières années, il publie deux ouvrages autobiographiques et une compilation de ses meilleurs dessins : On My Way: Being the Book of Art Young in Text and Pictures en 1928, Art Young His Life and Times en 1939 et The Best of Art Young en 1936. En 1939, pour son soixante-treizième anniversaire, plusieurs personnalités de même sensibilité politique lui rendent hommage : Charlie Chaplin, George Bernard Shaw, Helen Keller, Lynd Ward et José Clemente Orozco. Alors qu'il travaille à un nouvel ouvrage sur des personnages qu'il avait connus au cours de son enfance à Monroe, Art Young meurt à l'hôtel Irving de New York le 29 décembre 1943, plus de 500 personnes affiliées à la presse ou au socialisme sont présentes à son enterrement,,. Beaucoup de journaux auxquels il a collaboré publient un article ou une eulogie en son honneur, même les journaux différant de ses opinions politiques. Ses dessins et textes originaux sont conservés à la bibliothèque de l'Université du Michigan ainsi qu'à Bethel, dans le Connecticut, où Young avait acheté une ferme en 1900.